# Carmella DeCesare
Pennelope Jimenez Laurie Fetter
Christina Santiago Tiffany Fallon
Carmella DeCesare, née le 1er juillet 1982, est une playmate, désignée Playmate de l’année 2004 et Playmate du mois d’avril 2003 par le magazine Playboy. 

## Biographie
Carmella DeCesare est née à Avon Lake et elle a grandi à Westlake (Ohio, États-Unis). Elle est diplômée du Magnificat High School, une école catholique pour filles, en 2000. Elle travailla par la suite dans une grosse société dans les environs de Cleveland.
C’est dans cette ville qu’elle répondit à une annonce du magazine Playboy : « Qui veut devenir une playmate playboy ? ». Elle a été finaliste du casting ; parmi les autres participantes, elles-mêmes devenues playmates par la suite figuraient Lauren Anderson, Shallan Meiers et Christina Santiago, Playmate de l'Année 2003. Elle a gravi les échelons : d'abord Cybergirl of the Week en octobre 2002 puis Cybergirl of the Month en février 2003 avant d'être élue playmate du mois en avril 2003 puis Playmate de l'Année 2004.
En 2004, elle participe au Raw Diva’s Search (concours de recherche de Divas à la fédération américaine de Catch WWE). Elle termine finaliste, mais s’incline face à Christy Hemme.
Elle est mariée avec Jeff Garcia, un joueur de football américain.

## Apparitions dans les numéros spéciaux dePlayboy
- Playboy’s Playmates in Bed, juillet 2005 - pages 30-35.
- Playboy’s Nude Playmates, mars 2005 - pages 26-31.
- Playboy’s Playmates in Bed, décembre 2004 - pages 52-55.
- Playboy’s Playmate Review Vol. 20, août 2004 - couverture ; pages 1, 3, 28-39.